# 디오클레스
디오클레스(Diocles)는 그리스 신화에 나오는 페라이의 왕이다. 메세니아 남동부에 있는 도시 페라이를 다스렸다. 아버지 오르실로코스는 강의 신 알페이오스의 아들이다. 오디세우스의 아들 텔레마코스가 아버지의 행방을 수소문하기 위하여 스파르타로 가는 길에 페라이에 들러 디오클레스로부터 후한 대접을 받았다고 한다. 디오클레스는 크레톤과 오르실로코스라는 쌍둥이 형제와 딸 안티클레이아를 두었는데, 크레톤과 오르실로코스는 트로이 전쟁에 그리스군의 일원으로 참가하여 트로이군의 아이네아스에게 살해당하였다. 안티클레이아는 의술의 신 아스클레피오스의 아들 마카온과 결혼하여 알렉사노르, 시피로스, 폴리모크라테스, 니코마코스, 고르가소스 형제를 낳았다. 디오클레스가 죽은 뒤, 외손자들이 페라이를 다스렸다고 전한다.